# Iveco Strator
L'Iveco Strator è un autocarro a cabina arretrata secondo lo standard statunitense conosciuto come "conventional". È basato sull'australiano Iveco Powerstar per il mercato europeo e viene prodotto e commercializzato da Charles Feijts Groep (CFG), produttore olandese su licenza Iveco. 
Lo Strator si basa come autotelaio sull'Iveco Stralis. L'aumento di peso rispetto allo Stralis è di 280 kg.
Monta il motore Iveco Cursor con cilindrata 10,3 e 12,9 litri e a norma Euro5. La potenza tra 310 e 410 kW. Tutti i motori hanno tra 1.000 e 1.600 min−1 una coppia piatta, e coppia massima da 1.900 a 2.500 Nm. La coppia elevata è garantita a basso numero di giri. Il cambio è manuale ZF a 16 rapporti o ZF Eurotronic.
- 4×2: autoarticolato 2 assi, trazione posteriore.
- 6×2: tre assi. Possibilità di asse posteriore sterzante o asse con ruote gemellate. Solo un asse posteriore in trazione.
- 6×4: tre assi autotreno, trazione posteriore.

In alcuni paesi europei è venduto come autotreno da 60 ton.